# Salomon Rothschild
Salomon Mayer von Rothschild (ur. 9 września 1774, zm. 28 lipca 1855) był bankierem i założycielem wiedeńskiego oddziału banku rodziny Rothschildów.

## Życiorys
Urodził się we Frankfurcie nad Menem jako trzecie dziecko i drugi syn Mayera Amschela Rothschilda (1744-1812) i Gutlé Schnapper (1753-1849). W 1800 poślubił Caroline Stern (1782-1854). Ich dziećmi byli:
- Anselm Salomon Rothschild (1803–1874)
- Betty Salomon Rothschild (1805–1886)

Jego ojciec założył bank we Frankfurcie nad Menem. Dążeniem jego było rozszerzenie rodzinnego biznesu na całą Europę, najstarszy syn Rothschilda pozostał we Frankfurcie, a każdy z pozostałych czterech synów został wysłany do innego miasta europejskiego, w celu ustanowienia oddziału bankowego. Salomon von Rothschild został akcjonariuszem de Rothschild Frères – banku jego brata Jamesa Rothschilda, który został otwarty w 1817 roku w Paryżu. On sam w 1820 roku założył bank w Wiedniu, w celu finansowania projektów rządu austriackiego, m.in. rozwój kolei. W 1822 roku został nobilitowany do godności barona przez Franciszka II Habsburga. Salomon Rothschild inwestował w nieruchomości, sztukę i antyki oraz prowadził działalność filantropijną.
Podczas Wiosny Ludów wzmagały się nastroje negatywne wobec rodziny Rothschildów, ze względu na współpracę z Habsburgami, wyrażone w postaci rozprowadzanych licznych pamfletów. W tej sytuacji bank w Wiedniu stracił dużo kapitału a sam Salomon polityczne wpływy. Po tym wydarzeniu władzę w firmie oddał swemu synowi Anselmowi, a sam udał się na emeryturę i wyjechał do Paryża, gdzie zmarł w 1855 roku. Ze swojej kolekcji podarował muzeum w Luwrze kilka renesansowych dzieł sztuki z Francji i Włoch oraz dwa XVIII-wieczne obrazy Carlo Dolciego.